# Игнатович, Евгений Андреевич
Евгений Андреевич Игнатович (22 октября 1916, Великие Луки, Псковская губерния или Российская империя — 23 августа 2000, Севастополь) — полковник. Участник Обороны и освобождения Севастополя — начальник штаба 61-го (1-го гвардейского) зенитно-артиллерийского полка. Автор книг, статей, очерков, воспоминаний.

## Биография
Родился 22 октября 1916 года в городе Великие Луки. В 1933 году окончил школу ФЗУ в Луцке, после чего устроился на работу электромонтером на заводе имени Макса Гёльца.
В 1934 году поступил в Севастопольское военно-морское артиллерийское училище имени ЛКСМУ.
В 1938 году по окончании училища был назначен помощником начальника штаба артиллерийского полка Черноморского флота.
С началом Великой Отечественной войны участвовал в Обороне Севастополя 1941—1942 гг. — старший лейтенант, командир 54-й зенитно-артиллерийской батареи, затем 1-го дивизиона 61-го зенитно-артиллерийского полка (ЗАП) ПВО главной базы ЧФ.
В ходе последнего штурма Севастополя именно командир дивизиона Е. А. Игнатович принял последнюю радиограмму командира 365-й батареи (т. н. «форт Сталин») старшего лейтенанта И. С. Пьянзина, вызвавшего огонь на себя, и отдал приказ открыть огонь по батарее, который был выполнен силами 79-й и 366-й батарей.
Затем участвовал в обороне Кавказа. С 1942 и до 1947 года — начальника штаба 1-го гвардейского зенитного полка (бывшего 61-го ЗАП). В 1945 году принимал участие в обеспечении проведения Ялтинской конференции.
С 1947 по 1948 год был офицером-оператором штаба Черноморского флота, с 1948 по 1952 год был руководителем 1971-го зенитно-артиллерийского полка флота.
В 1952 году был назначен на должность начальника цикла в училище противовоздушной обороны в городе Энгельсе.
С 1957 по 1960 год занимался педагогикой на военной кафедре Таганрогского радиотехнического института, а затем возглавил её. С ноября 1959 в запасе в звании полковника, но продолжал работать в институте, возглавляя в 1960—1968 годах профком.
Затем работал председателем совета ветеранов ПВО Черноморского флота, заместителем председателя комитета участников обороны и освобождения Севастополя, был членом Военно-научного общества штаба Черноморского Флота.

## Публикации
Свободное время занимался сбором исторических материалов и документов о обороне Севастополя.
С 1945 года он опубликовал более 450 статей и очерков, рассказывающих о советских солдатах, в том числе книги:
- «Мы защищали небо Севастополя: воспоминания артиллериста-зенитчика», Таврия, Симферополь, 1980
- «Зенитное братство Севастополя», Политиздат Украины, Киев, 1986
- «Солдат всегда солдат», Таврия, Симферополь, 1987 (совм. с С. И. Вигучиным)
- «Батарея героев» (Краснодар, 2001)

Книге «Зенитное братство Севастополя» и её автору свою оценку дал адмирал С. Е. Чурсин, бывший командующий Краснознаменным Черноморским Флотом:
Эта книга интересна своим главным героем. Было бы правомерным, чтобы им стал сам рассказчик. Ведь пишет он о том, что увидел, прочувствовал, осознал, сделал. Но главными героями книги стали прежде всего те, кого нет уже в живых, кто пал на поле брани и потому сам о себе никогда не расскажет. Они — вместе с живыми героями — вырастают в единый обобщенный образ, имя которому — советский народ! … Для того, чтобы эти мужественные люди навсегда запомнились такими, какими были, помогали нам жить, бороться, идти вперед, и берутся за перо бывшие фронтовики. Вот почему я настоятельно, от души советую прочесть эту правдивую книгу.

## Награды
Награды: орден Красной Звезды, орден Александра Невского, два ордена Отечественной войны 1 степени, два ордена Красного Знамени, медали.

## Память
В 2001 году ветераны Севастополя добились установки на доме № 42 по ул. Гоголя города Севастополя, где проживал Е. А. Игнатович в 1971—2000 годах, мемориальной доски, скульптором стал В. Е. Суханов.